# 修景護岸
修景護岸（しゅうけいごがん）とは、
修景を目的として、護岸のデザインや素材等に配慮している護岸。
素材、構造の違いなどから自然石護岸、カラーブロック護岸、法枠ブロック護岸、木杭詰石護岸などに分けられる。

## 解説
自然石護岸は自然石を練張りまたは空張りで積みあげた護岸で、名所、旧跡、観光地などに事例が多くみられる。
事例としては、桂川(京都)、水無谷川(福井県)、弘田川(善通寺)、山王川(岡山県)、太田川(広島県)などである。
城崎温泉のなかを流れる大谿川は、この地方でとれる黒色の玄武岩をブロック状に切石したものを積上げて美しい護岸をつくり出している。
カラーブロック護岸は、カラーコンクリート製のブロックによりつくられた護岸である。
特殊な場合には、 コンクリート面にタイルや陶片を張り込み、地域的な特徴を出した護岸もある。
事例としては、土岐川(愛知県)庄内川(愛知県)などにみられる。
法枠ブロック護岸は、枠のみのブロックを利用して、中空部に自然石、玉石などを埋めとんだ護岸である。
事例としては、滝沢川(山梨県)、矢作川(愛知県)などがある。
木杭詰石護岸は、木杭により壁をつくりその中に詰石を行なうもので、事例としては、利根川にみられる。